# Абзалимов, Эдуард Маратович
Эдуа́рд Мара́тович Абзали́мов (9 марта 1984, Миасс) — российский боксёр легчайшей весовой категории, выступал за сборную в конце 2000-х — начале 2010-х годов. Чемпион России, чемпион Европы, серебряный призёр чемпионата мира, обладатель командного Кубка мира. На соревнованиях представлял физкультурно-спортивное общество «Динамо», заслуженный мастер спорта.

## Биография
Эдуард Абзалимов родился 9 марта 1984 года в городе Миасс, Челябинская область. Активно заниматься боксом начал в возрасте девяти лет в миасской Детско-юношеской спортивной школе № 2 у заслуженного тренера России Валерия Фёдоровича Проскурякова, позже присоединился к всероссийскому физкультурно-спортивному обществу «Динамо» и тренировался в Челябинском центре олимпийской подготовки. В разное время был подопечным тренеров В. В. Рощенко, Х. Х. Лукманова, Р. В. Шамсутдинова.
Первого серьёзного успеха на ринге добился в 2001 году, когда выиграл юниорские первенства России и Европы. В следующем сезоне вновь стал лучшим среди российских юниоров, кроме того, одержал победу на юниорском чемпионате мира. В 2003 году победил на турнире «Олимпийские надежды», год спустя дебютировал на взрослом первенстве страны, получив серебряную медаль. В 2005 году повторил это достижение, попал в число победителей командного Кубка мира.
Переломный момент в карьере Абзалимова наступил в 2008 году, когда он завоевал золото на чемпионате России и благодаря этой победе стал попадать в основной состав сборной на крупнейших международных турнирах. На чемпионате мира 2009 года в Милане в легчайшем весе сумел дойти до финала, но в решающем матче уступил болгарину Детелину Далаклиеву. В 2010 году занял первое место на чемпионате Европы в Москве, победив в финале действующего чемпиона украинца Георгия Чигаева — за эту победу удостоен почётного звания «Заслуженный мастер спорта России». В 2011 году Эдуард Абзалимов был на первенстве России лишь третьим, поэтому утратил лидирующие позиции в сборной. Ныне выступает за московское «Динамо» в полупрофессиональной боксёрской лиге WSB. Окончил Уральскую государственную академию физической культуры. Женат, есть сын.
В середине ноября 2019 года, на чемпионате России, который проходил в Самаре, завоевал бронзовую медаль.